# Восстание сакдалистов
Восстание сакдалистов — крестьянское восстание, поднятое на филиппинском острове Лусон со 2 по 3 мая 1935 года (Филиппины на тот момент являлись колонией США). Имело довольно значительный масштаб, но было подавлено за один день.
Движение сакдалистов («обвинителей» в переводе с тагальского) возникло в феврале 1930 года и опиралось на беднейшие слои безземельного крестьянства; его лидером был Бениньо Рамос (1893—1946), в прошлом учитель и мелкий чиновник. Целями движения было снижение резко возросших после начала Великой депрессии налогов и арендной платы за земельные участки, а также проведение земельной реформы, предусматривавшей ликвидацию крупного помещичьего землевладения. В скором времени одним из лозунгов движения стало также требование немедленного предоставления Филиппинам политической независимости от США.
В 1933 году движение было преобразовано в политическую партию, достаточно успешно выступившую на выборах 1934 года: они получили три места в Палате представителей, а один из членов движения даже стал губернатором провинции Мариндуке; одним из пунктов программы партии было обещание любой ценой добиться независимости Филиппин до конца 1935 года. В первые годы своего существования сакдалисты во многом следовали идеям ненасильственного сопротивления Махатмы Ганди (поэтому, в частности, первоначально отказывались от участия в политике), но к середине 1930-х годов стали склоняться к поднятию вооружённого восстания.
Восстание сакдалистов началось в ночь на 2 мая 1935 года, вооружённые отряды захватили здания городских администраций в 14 населённых пунктах Лусона. Восстание, однако, было очень плохо подготовлено и скоординировано, что позволило американским войскам разбить восставших уже к вечеру следующего дня. В ходе беспорядков погибло как минимум 100 человек, Бениньо Рамос бежал в Токио, партия сакдалистов после разгрома мятежа была запрещена. Положение филиппинских крестьян осталось без изменений, что привело ко множеству других восстаний в стране во второй половине 1930-х годов, хотя ни одно из них не достигло масштаба Сакадалистского.